# Denim and Leather
Denim and Leather is het vierde album van de Britse band Saxon, uitgebracht in 1981 door Capitol Records. De groep bevestigde haar status van topper in het genre met deze plaat.

## Nummers
1. Princess of the Night – 4:01
2. Never Surrender – 3:15
3. Out of Control – 4:07
4. Rough and Ready – 4:51
5. Play It Loud – 4:11
6. And the Bands Played On – 2:48
7. Midnight Rider – 5:45
8. Fire in the Sky – 3:37
9. Denim and Leather – 5:25

## Bezetting
- Biff Byford - zang
- Graham Oliver - gitaar
- Paul Quinn - gitaar
- Steve Dawson - basgitaar
- Pete Gill - drums